# Matija Murko
Matija Murko, conocido también como Mathias Murko (Drstelja 10 de febrero de 1861 – Praga,  11 de febrero de 1952), fue un académico esloveno conocido por sus trabajos sobre las tradiciones épicas orales en serbio, bosnio y croata.

## Biografía
Nació en la aldea de Drstelja cerca Ptuj, Baja Estiria, entonces Imperio austríaco hoy día Eslovenia. Cursó estudios primarios en Ptuj y Maribor y studio filologías eslava y germánica en la Universidad de Viena, donde fue pupilo de Franc Miklošič. Tras doctorarse en Viena en 1886, siguió sus estudios postdoctorales en Moscú. De 1897 a 1902 impartió filología eslava en la Universidad de Viena, de 1902 a 1917 en la Universidad de Graz, y de 1917 a 1920 en la Universidad de Leipzig. De 1920 a 1931, enseñó en la Universidad Carolina de Praga, donde se asentó y vivió hasta su muerte en 1952. En dicha universidad fundó el Instituto eslavo (Slovanský ústav), que dirigió hasta 1941.
Murko tuvo una intensa vida social, y entre sus amigos destacan personajes como Ivan Hribar, Tomáš Garrigue Masaryk o Karel Kramář.  Durante su vida fue miembro de numerosas instituciones académicas, sobre todo en países eslavos. Fue condecorado doctor honoris causa en la Universidad Carolina en 1909 y en la Universidad de Liubliana en 1951.

## Obra e influencia
Murko, educado en una filosofía positivista, publicó varios trabajos científicos sobre etnología e historia cultural y literaria. Influido por el historiador Karl Lamprecht, Murko  publicó el libro Geschichte der aeltern slawischen Literaturen ("Historia de las antiguas literaturas eslavas", Leipzig, 1908), donde presenta las antiguas literaturas eslavas como reflexión de la vida colectiva, cultural y social de sus gentes. También escribió sobre literatura eslovena, especialmente sobre Prešeren y autores protestantes del siglo XVI como Primož Trubar, Jurij Dalmatin o Sebastijan Krelj.
Publicó sobre todo en alemán y francés, y el crítico asutríaco Hermann Bahr consideró su obra como uno de los más finos ejemplos de prosa científica contemporánea. Murko también influyó a literatos eslovenos modernos como Fran Ilešič, Ivan Prijatelj, y France Kidrič.